# Ancorina multistella
Ancorina multistella är en svampdjursart som först beskrevs av Lendenfeld 1907.  Ancorina multistella ingår i släktet Ancorina och familjen Ancorinidae. Inga underarter finns listade i Catalogue of Life.